# Temse (Warnow)
Die Temse (auch: Lussenitz, auch: Lüßnitz) (irrig als: Lößnitz oder Locknitz) erstreckt sich über eine Länge von 600 Metern und bildet den Abfluss des Bützower Sees in die Oberwarnow im Landkreis Rostock im Mittleren Mecklenburg.

## Geographie
Der Flusslauf liegt nördlich des bebauten Stadtgebietes Vor dem Rostocker Tor, außerhalb der einstigen Wallanlage der ehemaligen Bischofsresidenz Bützow. Ausgehend vom östlichsten Punkt des Sees führt die Temse in östlicher Richtung in die Warnow. Die Wasserspiegelhöhe liegt 0,3 m ü. NHN.

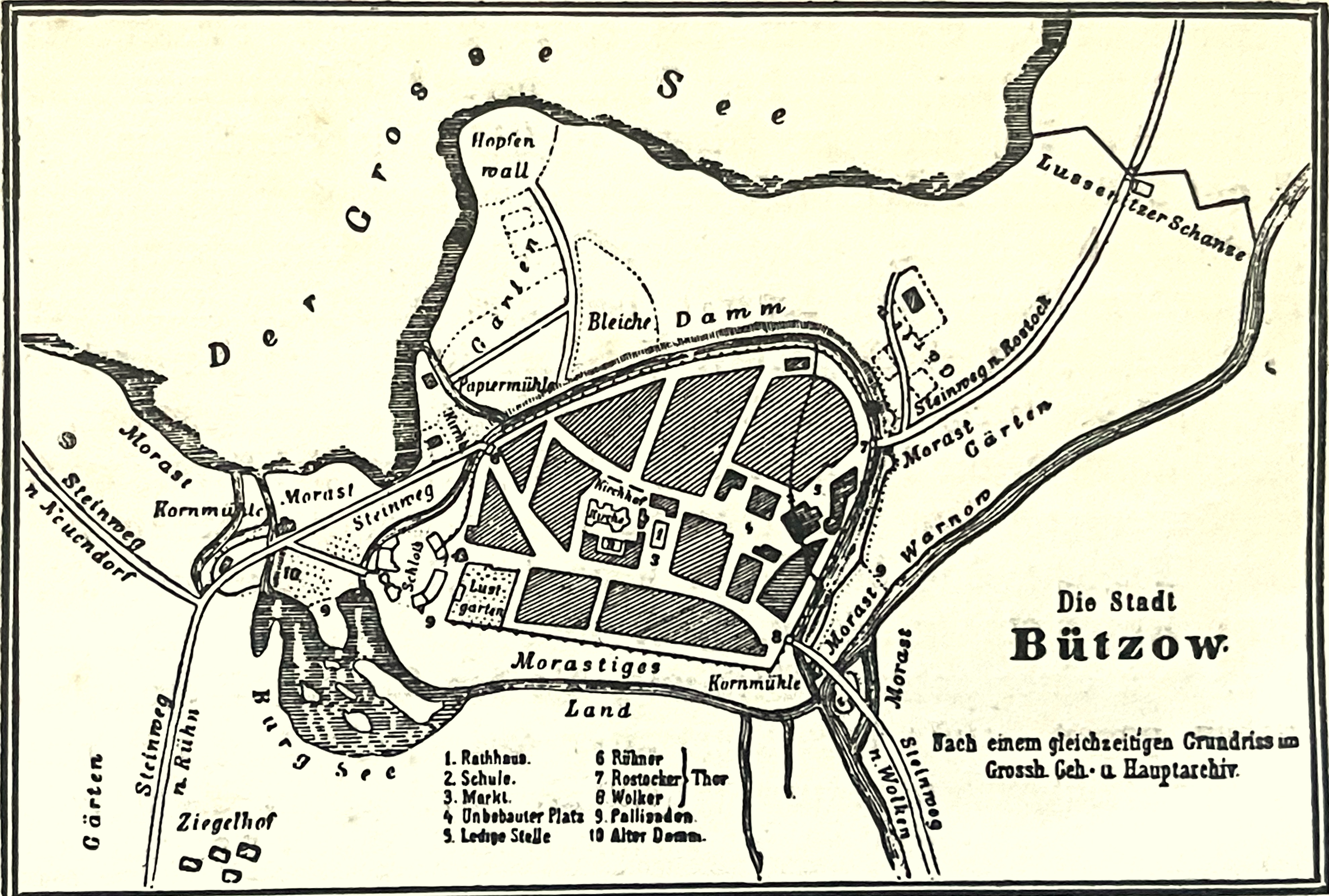

## Besonderheiten
Das Fließgewässer wird von der Landesstraße 131 überquert.
Die Ufer sind von Feuchtwiesen, Grünland und Schilfflächen gesäumt.